# 13.ª etapa del Tour de Francia 2018
La 13.ª etapa del Tour de Francia 2018 tuvo lugar el 20 de julio de 2018 entre Le Bourg-d'Oisans y Valence sobre un recorrido de 169 km y fue ganada al sprint por el ciclista eslovaco Peter Sagan del equipo Bora-Hansgrohe, quien completó su tercera victoria de etapa en el Tour 2018. El ciclista británico Geraint Thomas del equipo Sky conservó el maillot jaune.

## Clasificación de la etapa
| \| Clasificación de la etapa \| Clasificación de la etapa \| Clasificación de la etapa \| Clasificación de la etapa \| Clasificación de la etapa \| \| Ciclista \| Ciclista \| Equipo \| Tiempo \| \| \| ------------------------- \| ------------------------- \| ------------------------- \| ------------------------- \| ------------------------- \| \| 1.º \| Peter Sagan \| Bora-Hansgrohe \| 3 h 45 min 55 s \| \| \| 2.º \| Alexander Kristoff \| UAE Team Emirates \| + 0 s \| \| \| 3.º \| Arnaud Démare \| Groupama-FDJ \| + 0 s \| \| \| 4.º \| John Degenkolb \| Trek-Segafredo \| + 0 s \| \| \| 5.º \| Greg Van Avermaet \| BMC Racing Team \| + 0 s \| \| \| 6.º \| Yves Lampaert \| Quick-Step Floors \| + 0 s \| \| \| 7.º \| Magnus Cort \| Astana \| + 0 s \| \| \| 8.º \| Andrea Pasqualon \| Wanty-Groupe Gobert \| + 0 s \| \| \| 9.º \| Sonny Colbrelli \| Bahrain-Merida \| + 0 s \| \| \| 10.º \| Taylor Phinney \| EF Education First-Drapac \| + 0 s \| \| |                    |                           |                 |
| |                    |                           |                 |
| Fuente: ProCyclingStats |                    |                           |                 |
| Clasificación de la etapa |                    |                           |                 |
| Ciclista | Ciclista           | Equipo                    | Tiempo          |
| 1.º | Peter Sagan        | Bora-Hansgrohe            | 3 h 45 min 55 s |
| 2.º | Alexander Kristoff | UAE Team Emirates         | + 0 s           |
| 3.º | Arnaud Démare      | Groupama-FDJ              | + 0 s           |
| 4.º | John Degenkolb     | Trek-Segafredo            | + 0 s           |
| 5.º | Greg Van Avermaet  | BMC Racing Team           | + 0 s           |
| 6.º | Yves Lampaert      | Quick-Step Floors         | + 0 s           |
| 7.º | Magnus Cort        | Astana                    | + 0 s           |
| 8.º | Andrea Pasqualon   | Wanty-Groupe Gobert       | + 0 s           |
| 9.º | Sonny Colbrelli    | Bahrain-Merida            | + 0 s           |
| 10.º | Taylor Phinney     | EF Education First-Drapac | + 0 s           |

## Clasificaciones al final de la etapa

### Clasificación general(Maillot Jaune)
| \| Clasificación general \| Clasificación general \| Clasificación general \| Clasificación general \| Clasificación general \| \| Ciclista \| Ciclista \| Equipo \| Tiempo \| \| \| --------------------- \| --------------------- \| --------------------- \| --------------------- \| --------------------- \| \| 1.º \| Geraint Thomas \| Team Sky \| 53 h 10 min 38 s \| \| \| 2.º \| Chris Froome \| Team Sky \| + 1 min 39 s \| \| \| 3.º \| Tom Dumoulin \| Team Sunweb \| + 1 min 50 s \| \| \| 4.º \| Primož Roglič \| LottoNL-Jumbo \| + 2 min 46 s \| \| \| 5.º \| Romain Bardet \| AG2R La Mondiale \| + 3 min 07 s \| \| \| 6.º \| Mikel Landa \| Movistar Team \| + 3 min 13 s \| \| \| 7.º \| Steven Kruijswijk \| LottoNL-Jumbo \| + 3 min 43 s \| \| \| 8.º \| Nairo Quintana \| Movistar Team \| + 4 min 13 s \| \| \| 9.º \| Daniel Martin \| UAE Team Emirates \| + 5 min 11 s \| \| \| 10.º \| Jakob Fuglsang \| Astana \| + 5 min 45 s \| \| |                   |                   |                  |
| |                   |                   |                  |
| Fuente: ProCyclingStats |                   |                   |                  |
| Clasificación general |                   |                   |                  |
| Ciclista | Ciclista          | Equipo            | Tiempo           |
| 1.º | Geraint Thomas    | Team Sky          | 53 h 10 min 38 s |
| 2.º | Chris Froome      | Team Sky          | + 1 min 39 s     |
| 3.º | Tom Dumoulin      | Team Sunweb       | + 1 min 50 s     |
| 4.º | Primož Roglič     | LottoNL-Jumbo     | + 2 min 46 s     |
| 5.º | Romain Bardet     | AG2R La Mondiale  | + 3 min 07 s     |
| 6.º | Mikel Landa       | Movistar Team     | + 3 min 13 s     |
| 7.º | Steven Kruijswijk | LottoNL-Jumbo     | + 3 min 43 s     |
| 8.º | Nairo Quintana    | Movistar Team     | + 4 min 13 s     |
| 9.º | Daniel Martin     | UAE Team Emirates | + 5 min 11 s     |
| 10.º | Jakob Fuglsang    | Astana            | + 5 min 45 s     |

### Clasificación por puntos(Maillot Vert)
| Clasificación por puntos | Clasificación por puntos | Clasificación por puntos | Clasificación por puntos | Clasificación por puntos |
| Ciclista                 | Ciclista                 | Equipo                   | Puntos                   |                          |
| ------------------------ | ------------------------ | ------------------------ | ------------------------ | ------------------------ |
| 1.º                      | Peter Sagan              | Bora-Hansgrohe           | 398 pts                  |                          |
| 2.º                      | Alexander Kristoff       | UAE Team Emirates        | 170 pts                  |                          |
| 3.º                      | Arnaud Démare            | Groupama-FDJ             | 133 pts                  |                          |
| 4.º                      | John Degenkolb           | Trek-Segafredo           | 128 pts                  |                          |
| 5.º                      | Andrea Pasqualon         | Wanty-Groupe Gobert      | 100 pts                  |                          |
| 6.º                      | Greg Van Avermaet        | BMC Racing Team          | 85 pts                   |                          |
| 7.º                      | Philippe Gilbert         | Quick-Step Floors        | 78 pts                   |                          |
| 8.º                      | Sonny Colbrelli          | Bahrain-Merida           | 72 pts                   |                          |
| 9.º                      | Alejandro Valverde       | Movistar Team            | 70 pts                   |                          |
| 10.º                     | Daniel Martin            | UAE Team Emirates        | 68 pts                   |                          |

### Clasificación de la montaña(Maillot à Pois Rouges)
| Clasificación de la montaña | Clasificación de la montaña | Clasificación de la montaña | Clasificación de la montaña | Clasificación de la montaña |
| Ciclista                    | Ciclista                    | Equipo                      | Puntos                      |                             |
| --------------------------- | --------------------------- | --------------------------- | --------------------------- | --------------------------- |
| 1.º                         | Julian Alaphilippe          | Quick-Step Floors           | 84 pts                      |                             |
| 2.º                         | Warren Barguil              | Fortuneo-Samsic             | 70 pts                      |                             |
| 3.º                         | Serge Pauwels               | Dimension Data              | 63 pts                      |                             |
| 4.º                         | Geraint Thomas              | Team Sky                    | 30 pts                      |                             |
| 5.º                         | David Gaudu                 | Groupama-FDJ                | 25 pts                      |                             |
| 6.º                         | Pierre Rolland              | EF Education First-Drapac   | 23 pts                      |                             |
| 7.º                         | Tom Dumoulin                | Team Sunweb                 | 23 pts                      |                             |
| 8.º                         | Rudy Molard                 | Groupama-FDJ                | 22 pts                      |                             |
| 9.º                         | Steven Kruijswijk           | LottoNL-Jumbo               | 20 pts                      |                             |
| 10.º                        | Mikel Nieve                 | Mitchelton-Scott            | 19 pts                      |                             |

### Clasificación del mejor joven(Maillot Blanc)
| Clasificación del mejor joven | Clasificación del mejor joven | Clasificación del mejor joven | Clasificación del mejor joven | Clasificación del mejor joven |
| Ciclista                      | Ciclista                      | Equipo                        | Tiempo                        |                               |
| ----------------------------- | ----------------------------- | ----------------------------- | ----------------------------- | ----------------------------- |
| 1.º                           | Pierre Latour                 | AG2R La Mondiale              | 53 h 27 min 19 s              |                               |
| 2.º                           | Guillaume Martin              | Wanty-Groupe Gobert           | + 1 min 58 s                  |                               |
| 3.º                           | Egan Bernal                   | Team Sky                      | + 6 min 49 s                  |                               |
| 4.º                           | David Gaudu                   | Groupama-FDJ                  | + 36 min 59 s                 |                               |
| 5.º                           | Søren Kragh Andersen          | Team Sunweb                   | + 50 min 11 s                 |                               |
| 6.º                           | Daniel Felipe Martínez        | EF Education First-Drapac     | + 55 min 15 s                 |                               |
| 7.º                           | Stefan Küng                   | BMC Racing Team               | + 55 min 16 s                 |                               |
| 8.º                           | Antwan Tolhoek                | LottoNL-Jumbo                 | + 1 h 01 min 48 s             |                               |
| 9.º                           | Magnus Cort                   | Astana                        | + 1 h 12 min 21 s             |                               |
| 10.º                          | Thomas Boudat                 | Direct Énergie                | + 1 h 17 min 36 s             |                               |

### Clasificación por equipos(Classement par Équipe)
| Clasificación por equipos | Clasificación por equipos | Clasificación por equipos | Clasificación por equipos |
| Equipo                    | Equipo                    | Tiempo                    |                           |
| ------------------------- | ------------------------- | ------------------------- | ------------------------- |
| 1.º                       | Movistar Team             | 133 h 09 min 11 s         |                           |
| 2.º                       | Sky                       | + 1 min 37 s              |                           |
| 3.º                       | Lotto NL-Jumbo            | + 5 min 45 s              |                           |
| 4.º                       | Bahrain-Merida            | + 7 min 59 s              |                           |
| 5.º                       | AG2R La Mondiale          | + 24 min 43 s             |                           |
| 6.º                       | Astana                    | + 28 min 55 s             |                           |
| 7.º                       | Team Sunweb               | + 34 min 55 s             |                           |
| 8.º                       | Mitchelton-Scott          | + 35 min 34 s             |                           |
| 9.º                       | BMC Racing Team           | + 46 min 29 s             |                           |
| 10.º                      | Katusha-Alpecin           | + 53 min 53 s             |                           |

## Abandonos
- Vincenzo Nibali, no tomó la salida debido a caída y fractura en una vértebra ocurridas en la etapa anterior.[2]